# Xanthophyllum pachycarpon
Xanthophyllum pachycarpon är en jungfrulinsväxtart som beskrevs av W.J.de Wilde och Duyfjes. Xanthophyllum pachycarpon ingår i släktet Xanthophyllum och familjen jungfrulinsväxter. Inga underarter finns listade i Catalogue of Life.